# Sztankay István
Sztankay István (Budapest, 1936. február 14. – Budapest, 2014. szeptember 12.) a Nemzet Színésze címmel kitüntetett, Kossuth- és kétszeres Jászai Mari-díjas magyar színművész, rendező, érdemes művész, a József Attila Színház örökös tagja.

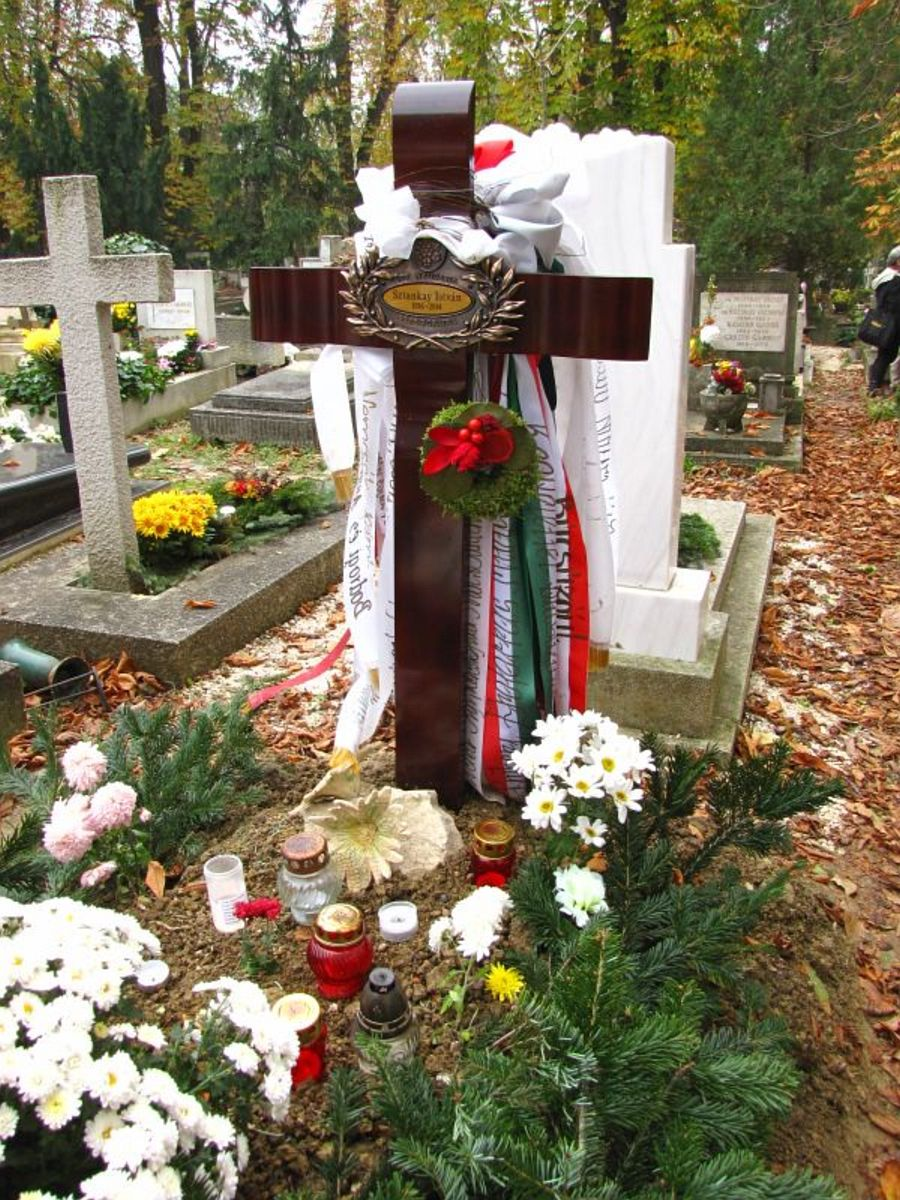
Frissen hantolt sírja a Farkasréti temetőben, 2014-ben. (25-4-43)

## Élete
Édesapja Sztankay András görögkatolikus pap (1895–1978), édesanyja Smóling Sarolta (1898–1973). Gyermekkorában Rózsahegyi Kálmán színiiskolájába járt. 1954-ben érettségizett a budai II. Rákóczi Ferenc Gimnáziumban. Nővére Sztankay Ágnes, akinek férje rövid ideig Kibédi Ervin volt.
Mielőtt felvették volna a Színház- és Filmművészeti Főiskolára (háromszor felvételizett), segédkántorként, kifutófiúként, föld alatti építkezésen csillésként és anyagmozgatóként dolgozott. Harmadik felvételijén, 1957-ben arra a kérdésre, hogy mi az édesapja, azt felelte, hogy pásztor. Később kiszedték belőle, hogy az apja lelkipásztorként tevékenykedik, ennek ellenére felvették. 1961-ben diplomázott, és Miskolcra szerződött. 1963 és 1974 között a budapesti Nemzeti Színház tagja volt, majd 1990-ig a Madách Színház társulatához tartozott. Rövid szabadúszás után, 1991-től nyugdíjba vonulásáig a József Attila Színház tagja volt.
A filmszerepei hozták meg országos ismertségét. Az 1963-ban készített Hattyúdal és az 1968–71 között vetített Bors című tévésorozat címszerepének köszönhetően az egyik legnépszerűbb magyar színművész lett. Gyakran szinkronizált is, legtöbbször Jean-Paul Belmondót és Tony Curtist, de alkalmanként másokat is, például Johnny Cash countryénekest a Columbóban, vagy Danny DeVitót Pingvinként, a Batman visszatér című filmben.
A színész legendás párost alkotott Schütz Ilával; a Jövőre, veled, ugyanitt című darabot 500-szor adták elő. De kapcsolatuk a tévére is kiterjedt, házaspárt játszottak A 78-as körzet című tévésorozatban és a Szeszélyes évszakok Ihos József által írt családrovatában, a Szeszélyes családban is házaspárt játszottak, amelyben Fónay Márta játszotta az anyóst.
2012. január 24-én a nemzet színészévé választották Garas Dezső helyére.
Élete utolsó éveiben átmenetileg visszavonult, de 2012-ben úgy tűnt, visszatér egy szerep kedvéért a fiának a saját életéből merített és írt színdarabjában a Pesti Magyar Színházban, azonban csak filmbejátszása révén jelent meg a színműben, amelyet Facér pasi naplója címmel mutattak be. 2013-ban azonban végleg visszavonult mindenfajta szerepléstől.
Élete utolsó hónapjaiban leromlott az egészségi állapota. Depresszióban szenvedett, sem inni, sem enni nem akart, fizikailag legyengült. Alzheimer kórban szenvedett. Utolsó televíziós interjújában rendkívül letargikus, reményvesztett ember benyomását keltette, akiből teljesen elszállt az életkedv. A kórházban szerettei körében, békésen távozott az élők sorából 2014. szeptember 12-én.
Szeptember 26-án kísérték utolsó útjára, a budapesti Farkasréti temetőben. A temetésen beszédekben búcsúzott tőle Hoppál Péter államtitkár, Szirtes Tamás a Madách Színház igazgatója, Besenczi Árpád színésztárs és Léner Péter rendező, majd lánya Sztankay Orsolya. A temetésén részt vett többek között Törőcsik Mari, Nemcsák Károly, Karinthy Márton, Szerednyey Béla, Sándor György, Vándor Éva, Tordy Géza, Bodrogi Gyula, Kautzky Armand, Horváth Lajos Ottó, Lőte Attila, Verebély Iván, Molnár Piroska, Láng József, Székhelyi József, Reviczky Gábor, Kern András, Őze Áron, Szakonyi Károly, Heller Tamás és Schnell Ádám. 2018-ban állították fel végleges síremlékét.
30 évig élt Budapesten a Városmajor utcában, ahol emlékére táblát avattak a ház falán.

## Fontosabb szerepei
A Színházi adattárban regisztrált bemutatóinak száma: 131. Ugyanitt százhuszonnyolc színházi fotón is látható.
- Bertolt Brecht: Állítsátok meg Arturo Uit! (Arturo Ui)
- Molière: Tartuffe (Tartuffe)
- Vörösmarty Mihály: Czillei és a Hunyadiak (Hunyadi Mátyás)
- H. Barta Lajos: Kiáltás (ifj. Csernyi András)
- Shaw:
  - Szent Johanna (Dauphin)
  - Warrenné mestersége (Frank)
  - Szerelmi házasság (Trench)
- Shakespeare:
  - Tévedések vígjátéka (Syracusai Anthipolus)
  - Rómeó és Júlia (Rómeó)
  - Macbeth (Malcolm)
  - Vízkereszt, vagy amit akartok (Orsino)
  - Lóvátett lovagok (Biron)
- Calderón: Huncut kísértet (Cosme)
- Heltai Jenő: A néma levente (Agárdi Péter)
- Friedrich Schiller: Stuart Mária (Mortimer)
- Bulgakov: Iván, a rettentő (Zsorzs Miloszlavszkij)
- Leonyid Zorin: Varsói melódia (Viktor)
- Csehov: Három nővér (Andrej)
- Sarkadi Imre: Elveszett paradicsom (Sebők Zoltán)
- Tom Topor: A bolond (dr. Herbert Rosenthal)
- Szakonyi Károly: Holdtölte (Sándor)
- Szakonyi Károly: Adáshiba (Bódog)
- Sütő András:
  - Csillag a máglyán (Kálvin János)
  - Egy lócsiszár virágvasárnapja (Kolhaas Mihály)
- George Axelrod: Good-bye, Charlie! (George Tracy)
- Németh Ákos: Lili Hofberg (Goebbels)
- Lengyel Menyhért: A waterlooi csata (Mr. Green)
- Szigligeti Ede: Liliomfi (Szellemfi)
- Hašek-Horváth -Béres: Svejk vagyok (Jozef Svejk, alias Jaroslav Hašek)
- Miller: Hegyi út (Lyman Felt)
- Molnár Ferenc:
  - Olympia (Plata-Ettingen herceg)
  - Marsall (San-Friano báró)
  - Liliom (Címszerep)
  - Játék a kastélyban (Gál)
- László Miklós: Illatszertár (Hammerschmidt)
- Fenyő Miklós - Tasnádi István: Aranycsapat (Elegáns úr)[19]
- Ben Jonson: Volpone (Carbaccio)
- Alan Ayckbourn: Mese habbal (Philip)
- Aszlányi Károly: Amerikai komédia (Brooks)
- Neil Simon: Luxuslakosztály (dr. McMerlyn, Sidney)
- Efrájim Kishon: Házasságlevél (Daniel Borozovszkij)
- Sánta Ferenc: Éjszaka (Zsitomir)
- Dürrenmatt: Play Strindberg (Kurt)
- Szabó Magda: A meráni fiú (Kötöny)
- Neil Simon: Pletyka (Ernie Cuscak)
- Georges Feydeau: Az úr vadászni jár (Cassagne)
- Marcel Achard: Léni néni (Don Lopez)
- Ken Ludwig: Botrány az operában (Sanders)
- Horváth Péter: Kilencen mint a gonoszok (Fekete Salamon)
- Noël Coward: Akt hegedűvel (Clinton Preminger)
- Kern András: Spencer (Sztálin)
- Mikszáth Kálmán: Különös házasság (Fáy)
- Ken Ludwig: Primadonnák (Doki)
- Bernard Slade: Jövőre, veled, ugyanitt

## Rendezései
- Dürrenmatt: Play Strindberg
- Molnár Ferenc: Liliom
- Noel Coward: Akt hegedűvel
- Feydeau: Az úr vadászni jár

## Filmjei

### Játékfilmek
- Álmatlan évek (1959)
- Égrenyíló ablak (1959)
- Karácsony 1923 (1959)
- Az ígéret földje (1961)
- Májusi fagy (1961)
- Legenda a vonaton (1962)
- Hattyúdal (1963)
- Párbeszéd (1963)
- A szélhámosnő (1963)
- Másfél millió (1964)
- Húsz óra (1965)
- Déltől hajnalig (1965)
- Az orvos halála (1965)
- Szentjános fejevétele (1965)
- Egy szerelem három éjszakája (1967)
- Bolondos vakáció (1968)
- A Hamis Izabella (1968)
- Virágvasárnap (1969)
- Hazai pálya (1969)
- Ismeri a szandi mandit? (1969)
- Az alvilág professzora (1969)
- Utazás a koponyám körül (1970)
- Szép magyar komédia (1970)
- Kapaszkodj a fellegekbe! I-II. (1971)
- A svéd, akinek nyoma veszett (1980) szinkronhang
- Játszani kell (1984)
- Retúr (1996)
- Waterlooi győzelem (2000)
- Egyetleneim (2006)

### Tévéfilmek
- Karácsonyi ének (1964)
- Az idegen ember (1964)
- Szeptember (1964)
- Topaze (1967)
- Ninocska, avagy azok az átkozott férfiak (1967)
- A szerelem ára (1967)
- Az Aranykesztyű lovagjai (1968)
- Egy, kettő, három (1967)
- Bors (1968)
- Olyan korban élünk 1-5. (1966–1967)
- Varsói melódia (1969)
- Voronyezs (1970)
- A képzelt beteg (1971)
- Öt férfi komoly szándékkal (1971)
- Holló a hollónak (1972)
- Irgalom (1973)
- Dunakanyar (1974)
- Uraim, beszéljenek! (1974)
- Czillei és a Hunyadiak (1975)
- Egy csók és más semmi (1975)
- A szabin nők elrablása
- Robog az úthenger (1. rész) (1977)
- A bunker 1-3. (1978)
- A nép ellensége (1978)
- A miniszterelnök (1978)
- Csillag a máglyán (1979)
- Ez a Józsi, ez a Józsi (1979)
- Az isztambuli vonat 1-6. (1980)
- Vénasszonyok nyara (1980)
- A hiba nem az almában van (1981)
- Petőfi (2-3. rész) (1981)
- Vannak még angyalok (1981)
- A 78-as körzet (1982)
- Mint oldott kéve (1983)
- A téli csillag meséje (1984)
- Gyalogbéka (1985)
- Búcsú a fegyverektől, azaz (1985)
- Dunakanyar (1985)
- Gül Baba (1986)
- Kártyaaffér hölgykörökben (1987)
- Erdély aranykora (1989)
- Kutyabaj (1992)
- Így írtok ti (1994)
- Illatszertár (1994)
- A körtvélyesi csíny (1995)
- Ötvenéves találkozó (2002)

## Szinkronszerepei
- Holnap történt (1944, sz. 1966) – Dick Powell
- A Paradine-ügy (1947) – Gregory Peck
- Római vakáció (1953) – Gregory Peck
- Bíborsivatag (1954) – Gregory Peck
- Van, aki forrón szereti (1959) – Tony Curtis
- A csinos férj (1959) – Marcello Mastroianni
- Az éjszaka (1960) – Marcello Mastroianni
- Riói kaland (1964) – Jean-Paul Belmondo
- A szex és a hajadon (1964) – Tony Curtis
- Casanova ’70 (1965) – Marcello Mastroianni
- A halál ötven órája (1965) – Charles Bronson
- Boeing, Boeing! (1965) – Tony Curtis
- Verseny a javából (1965) – Tony Curtis
- El a kezekkel a feleségemtől! (1966) – Tony Curtis
- Hogyan kell egymilliót lopni? (1966) – Peter O’Toole
- Egy férfi, aki tetszik nekem (1969) – Jean-Paul Belmondo
- A nagy zsákmány (1969) – Jean-Paul Belmondo
- A hazugság játékai (1969) – Michael Caine
- Nem lehetsz mindig győztes (1970) – Tony Curtis
- Minden lében két kanál (1971–1972) – Tony Curtis
- A betörés (1971) – Jean-Paul Belmondo
- Az örökös (1973) – Jean-Paul Belmondo
- Zsarutörténet (1975) – Alain Delon
- Süsü, a sárkány (1976–1980) - Királyfi hangja
- Az utolsó filmcézár (1976) – Tony Curtis
- Hungária Kávéház (1977) – Jürgen Draeger
- Az állat (1977) – Jean-Paul Belmondo
- Drága kisfiam (1978) – Donnelly Rhodes (Domelly Rhoder névként elírva)
- Varjúdombi meleghozók (1978) – a Sluga manók egyikének hangja
- Műgyűjtők és kalandorok előnyben (1979) – Elliott Gould
- Zsaru vagy csirkefogó? (1979) – Jean-Paul Belmondo
- Szabadlábon Velencében (1980) – Jean-Paul Belmondo
- A kristálytükör meghasadt (1980) – Tony Curtis
- Zálogocska (1980) – Tony Curtis
- A nagy ho-ho-horgász (1982) – további szereplő hangja
- Ászok ásza (1982) – Jean-Paul Belmondo
- Az idő urai (1982) – Jaffar
- Hófehér (1983) – Szatiró és Szerda hangja
- A kívülálló (1983) – Jean-Paul Belmondo
- Kellemes húsvéti ünnepeket! (1984) – Jean-Paul Belmondo
- Gréti…! (egy kutya feljegyzései) (1986) – Akela hangja
- Csupasz pisztoly (1988) – Leslie Nielsen
- Sárkány és papucs (1989) - Artúr király hangja
- Telitalálat (1990) - Michael Caine
- Csupasz pisztoly 2 és 1/2 (1991) – Leslie Nielsen
- Elsőrendű célpont (1991) – Tony Curtis
- Idegen a házban (1992) – Jean-Paul Belmondo
- Batman visszatér (1992) – Danny DeVito
- A cselszövés (1992) – Tony Curtis
- Visszavágó (1999) – William Devane
- Színészek (2000) – Jean-Paul Belmondo
- Szánon nyert örökség (2001) – Leslie Nielsen
- Horrorra akadva 3. (2003) – Leslie Nielsen
- Trója (2004) – Peter O’Toole
- Horrorra akadva 4. (2006) – Leslie Nielsen

## Hangjátékok

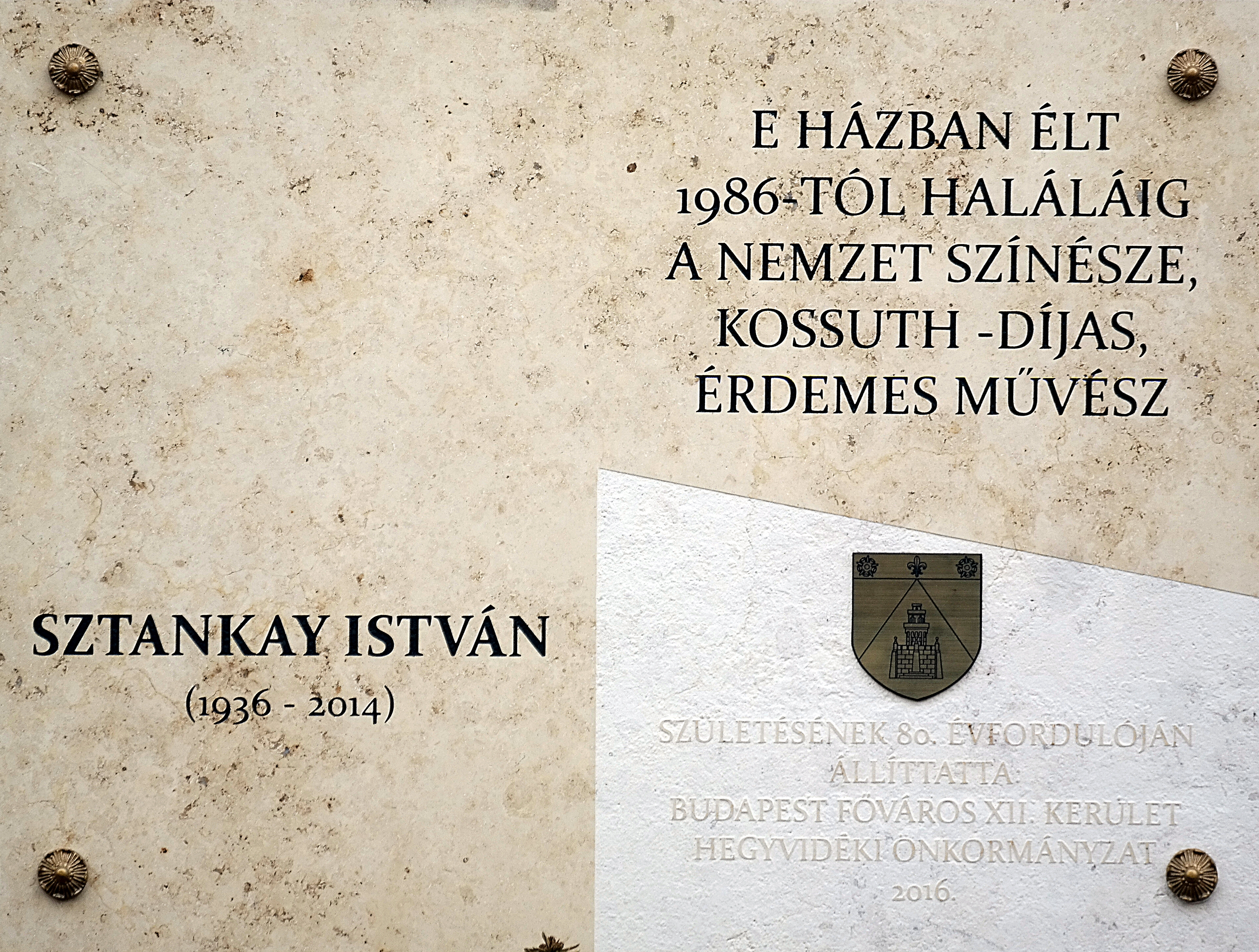
Emléktáblája
Városmajor utca 10.

- Moldova György: Sötét angyal (1964)
- Kamondy László: Ember a küszöbön (1964)
- Shakespeare, William: II.Richárd (1964)
- Bokor Péter: Elloptak egy Nobel-díjat (1965)
- Liszkay Tamás: Utazás Bitóniába (1965)
- Imre Gábor-Bojcsuk, Vladimir: Hotel Atom (1966)
- Krasinski, Janusz: Sztriptíz (1967)
- Solohov, Mihail: Csendes Don (1967)
- Csokonai Vitéz Mihály: Karnyóné, vagyis a vénasszony szerelme (1969)
- Mocsár Gábor: Kerek egymillió (1969)
- Tom Stoppard: Albert hídja (1969)
- Gottfried Keller: A maga szerencséjének kovácsa (1970)
- Ödön von Horváth: Kazimir és Karolin (1970)
- Szabó Pál: Őszi vetés (1970)
- Lope de Vega: A hős falu (1971)
- Balogh László: A tűnékeny alma (1972)
- Darvas József: Elindult szeptemberben (1972)
- Rákosy Gergely: Négyszög (1972)
- Török Tamás: Sihaha Sebestyén füstölgése (1973)
- E.T.A. Hoffmann: Gőzölög a cikóriakávé...! (1974)
- Áprily Lajos: Álom a vár alatt (1974)
- Karinthy Frigyes: Hannibál és társai (1974)
- Karinthy Frigyes: Mennyei riport (1974)
- Száraz György: A megközelíthetetlen (1974)
- A vándor próbája (1974)
- Csiky Gergely: Az udvari kalap (1975)
- Török Tamás: Futballfantázia (1975)
- Wolfgang Borchert: Az ajtón kívül (1975)
- Erich Kästner: Három ember a hóban (1976)
- Honoré de Balzac: Betti néni (1976)
- A Mester és Margarita (1976) .... Iván
- Győrffy István: Vasháló (1977)
- Leonyid Leonov: Jevgenyija Ivanovna (1977)
- Tolsztoj, Lev: Anna Karenina (1977)
- Csurka István: Defenzív vezetés (1978)
- Kazarosz Aghajan: Anahit (1978)
- Szász Imre: Áldozatok (1979)
- Csiky Gergely: Paraziták (1980)
- Óz, a nagy varázsló (1980) .... Oroszlán
- Szigligeti Ede: Liliomfi (1980)
- A fehér szarvas (1982) .... Kurbli
- Csemer Géza: Forintos doktor (1982)
- A JÁTSZÓ EMBER - Irodalmi játékszoba (1982)
- A JÁTSZÓ EMBER - Az örök sakk-király (1982)
- Mikszáth Kálmán: Akli Miklós (1982)
- Alexandre Dumas, Ifj.: A kaméliás hölgy (1983)
- Bárdos Pál: Volt itt egy asztalos (1983)
- Thury Zoltán: Katonák (1983)
- Wallace, Edgar: Fecsegő felügyelő esetei (1984)
- Egy órában egy élet: Frank Sinatra (1985)
- Gyárfás Miklós: Becsületének oka ismeretlen (1985)
- Csipkerózsika (1986) .... Király
- G. Szabó Judit: Hajszál híján tündérkirálynő a nagymamám (1988)
- Móricz Zsigmond: A vadkan (1988)
- Herczeg Ferenc: A Gyurkovics-lányok (1991)
- Márai Sándor: Szerep (1991)
- Molnár Erzsébet: Testvérek voltunk (1995)
- Erki Edit: Csinszka és Babits (1996)

## Hangoskönyvek
- A csuka parancsára (Puskin meséi és orosz népmesék) (2006)
- Szerelmes költők, szerelmes versek (közreműködő)

## Díjai, elismerései
- Jászai Mari-díj (1966, 1974)
- Farkas–Ratkó-díj (1967)
- SZOT-díj (1970)
- Érdemes művész (1978)
- Erzsébet-díj (1992)
- József Attila-gyűrű (1994)
- A Magyar Köztársasági Érdemrend tisztikeresztje – polgári tagozat (1997)
- Kossuth-díj (1998)
- A József Attila Színház Nívódíja (2003)
- A XIII. kerület díszpolgára (2005)
- A József Attila Színház örökös tagja (2006)
- A Nemzet Színésze (2012)

## Magánélete
Sztankay Istvánnak négy felesége volt, az elsővel, Mészöly Júliával még a főiskolán ismerkedtek össze. Második felesége Kun Magda színésznő, aki gyermekeinek az édesanyja (Ádám újságíró, és Orsolya színésznő). A harmadik Sárközy Györgyi kozmetikus volt. Halála előtt nem sokkal negyedszerre is megnősült; 78 éves korában elvette barátnőjét, Bedők Beát, akivel nyolc éve már együtt éltek. Érdekes hobbinak hódolt: szenvedélyesen gyűjtötte a zseblámpákat és a rádiókat.

## Emlékezete
- 2015-től adják át a Sztankay István-díjat a József Attila Színházban.[23]
- 2016. február 15-én születésének 80. évfordulójára emléktáblát avattak az emlékére egykor lakhelyén a Városmajor utcában Budapesten.[24]

## Róla
- Sas György: Újra veled, ugyanitt. Schütz és Sztankay (Editorg Kiadó, Budapest, 1989) ISBN 963-02-6755-1
- Léner Péter: Sztankay (Corvina Kiadó Kft., Budapest, 2017) ISBN 978-96-3136-4163